# 요스수다르소섬
콜레폼섬 또는 요스 수다르소섬(Pulau Yos Sudarso)은 좁은 물리 해협에 의해 뉴기니섬 본토에서 분리된 섬이다. 이 섬은 인도네시아 남파푸아주의 머라우케 리젠시에 속한다. 섬은 나뭇잎 모양으로, 길이는 약 165 km (103 mi)이며 면적은 11,740 km2 (4,530 mi2)이다. 1963년까지는 프레데릭 헨드릭섬으로 알려졌다. 이 섬의 현지 및 다른 이름으로는 돌록과 키맘이 있다. 이 섬은 인도네시아에서 11번째로 큰 섬이다.

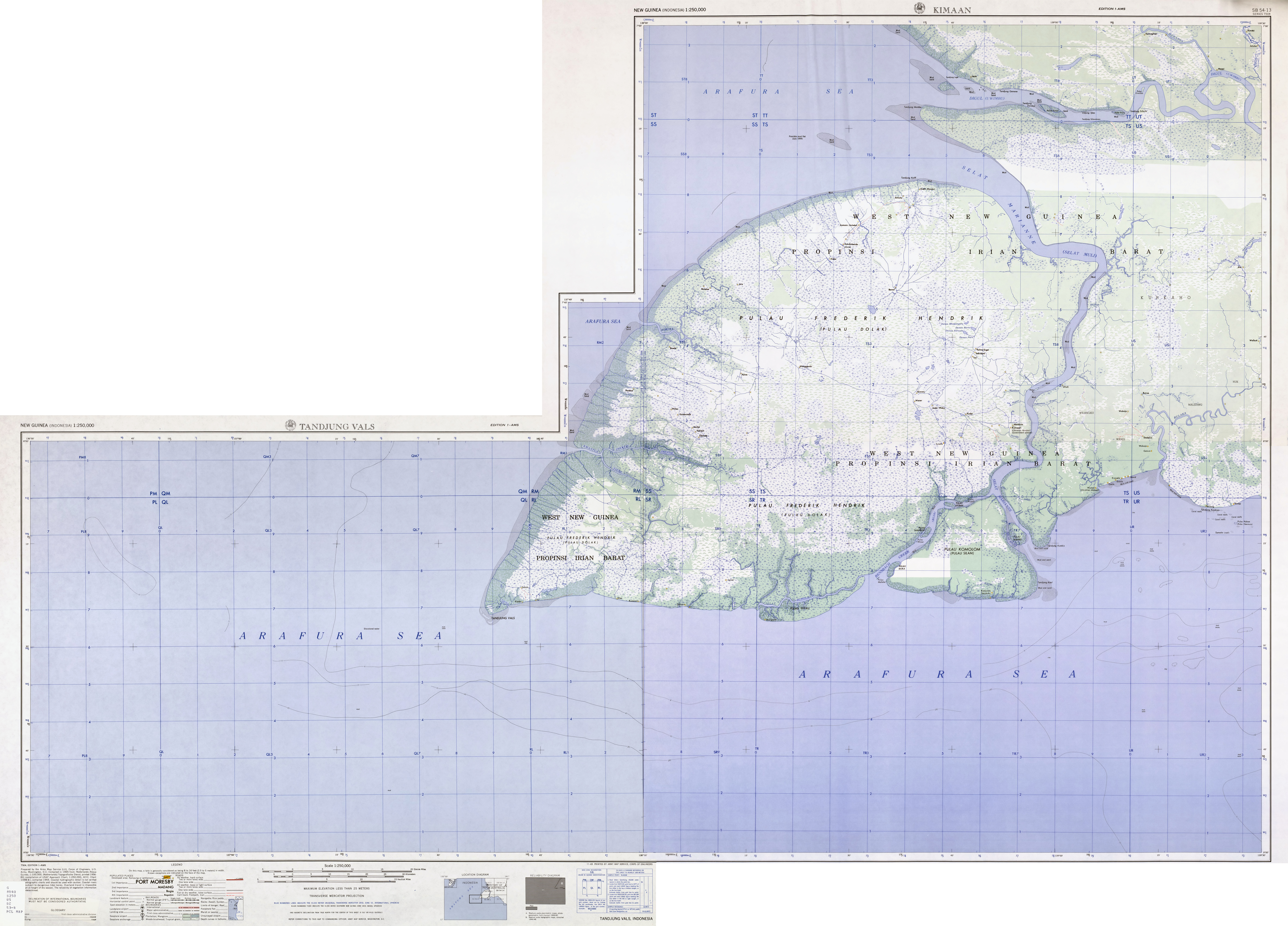
1:250,000 지도

약 11,000명의 주민이 거주하는 이 섬의 인구 밀도는 1 매 제곱킬로미터 (2.5/sq mi) 미만이다. 원주민은 키마기마어, 느돔어, 리안타나어/키맘어를 포함한 콜로폼어군 언어를 사용한다. 섬의 공동체로는 카바, 키맘, 클라다르, 펨브레, 완, 요무카가 있다. 키맘(또는 키마암)은 주요 정착지이다. 키맘은 돌락에서 작은 코모란섬을 분리하는 부아야 해협 남동쪽에 위치한다.

## 역사
이 섬은 1606년 1월경 빌럼 얀스와 그의 선원들이 뒤프컨호를 타고 오스트레일리아를 발견하러 가는 길과 돌아오는 길에 이 섬을 돌면서 유럽인들에게 처음으로 목격되었다. 뒤프컨호는 섬과 본토 사이의 만에서 상당한 시간을 보냈다. 얀스의 탐험 지도에는 이 섬이 저지대와 진흙탕 땅으로 묘사되어 있으며 "티우리"라는 이름이 붙어 있다. 1623년, 아라푸라해로 튀어나온 눈에 띄는 남서쪽 곶을 돌면서 얀 카르스턴스는 이곳을 발서 카프(네덜란드어로 "가짜 곶")라고 명명했으며, 이 이름은 현재까지 유지되고 있다(인도네시아어 탄중 발스, 영어 "케프 발스").
이 섬은 1835년까지 뉴기니 본토의 일부로 여겨졌는데, 그 해 4월 26일부터 5월 9일 사이에 네덜란드 선장 랑엔베르그, 콜, 반세가 스쿠너 포스틸론과 시레인을 타고 좁은 수로를 통과했다. 그들은 이 수로를 '마리안느 공주 해협'(현재 물리 해협)이라고 명명하고, 잠시 네덜란드 동인도 제도에 살았던 국왕의 손자 빌럼 프레데릭 헨리 공자의 이름을 따서 섬 이름을 지었다. 적어도 1884년까지 코모란은 돌락의 일부로 여겨졌다. 1963년 5월 서뉴기니가 인도네시아에 양도된 후, 인도네시아 정부는 1962년 1월 북서쪽으로 700 km (430 mi) 떨어진 뉴기니 해안 공격을 지휘하다 전사한 인도네시아 해군 장교 요스 수다르소의 이름을 따서 섬 이름을 바꾸었다.

## 언어
트랜스뉴기니어족의 일부인 콜로폼어군과 독립적인 어족인 몸붐어군(또는 코몰롬어군)은 요스 수다르소섬에서 사용된다.

## 같이 보기
- 남부 뉴기니 담수 습지림